# Even As You and I
Even As You and I er en amerikansk stumfilm fra 1917 af Lois Weber.

## Medvirkende
- Ben F. Wilson som Carrillo.
- Mignon Anderson som Selma.
- Bertram Grassby.
- Priscilla Dean.
- Harry Carter som Saturniska.